# Lykketoft og de lejlighedsvis forenede nationer
|  | Denne artikel er oprettet af botten Steenthbot ud fra en ekstern database. Den kan derfor have sproglige fejl eller mangler. Denne skabelon kan fjernes efter kontrol af indholdet. |

Lykketoft og de lejlighedsvis forenede nationer er en dansk kortfilm fra 2017 instrueret af Lea Glob og Andreas Kofoed.

## Medvirkende
- Mogens Lykketoft